# Too Much, Too Young, Too Fast
Too Much, Too Young, Too Fast è un singolo del gruppo musicale australiano Airbourne, pubblicato nel 2007 ed estratto dall'album Runnin' Wild.

## Tracce
1. Too Much, Too Young, Too Fast – 3:42 (Joel O'Keeffe, Victor James Wright)

## Formazione
- Joel O'Keeffe - voce, chitarra
- David Roads - chitarra, cori
- Justin Street - basso, cori
- Ryan O'Keeffe - batteria